# Mercury Redstone 4

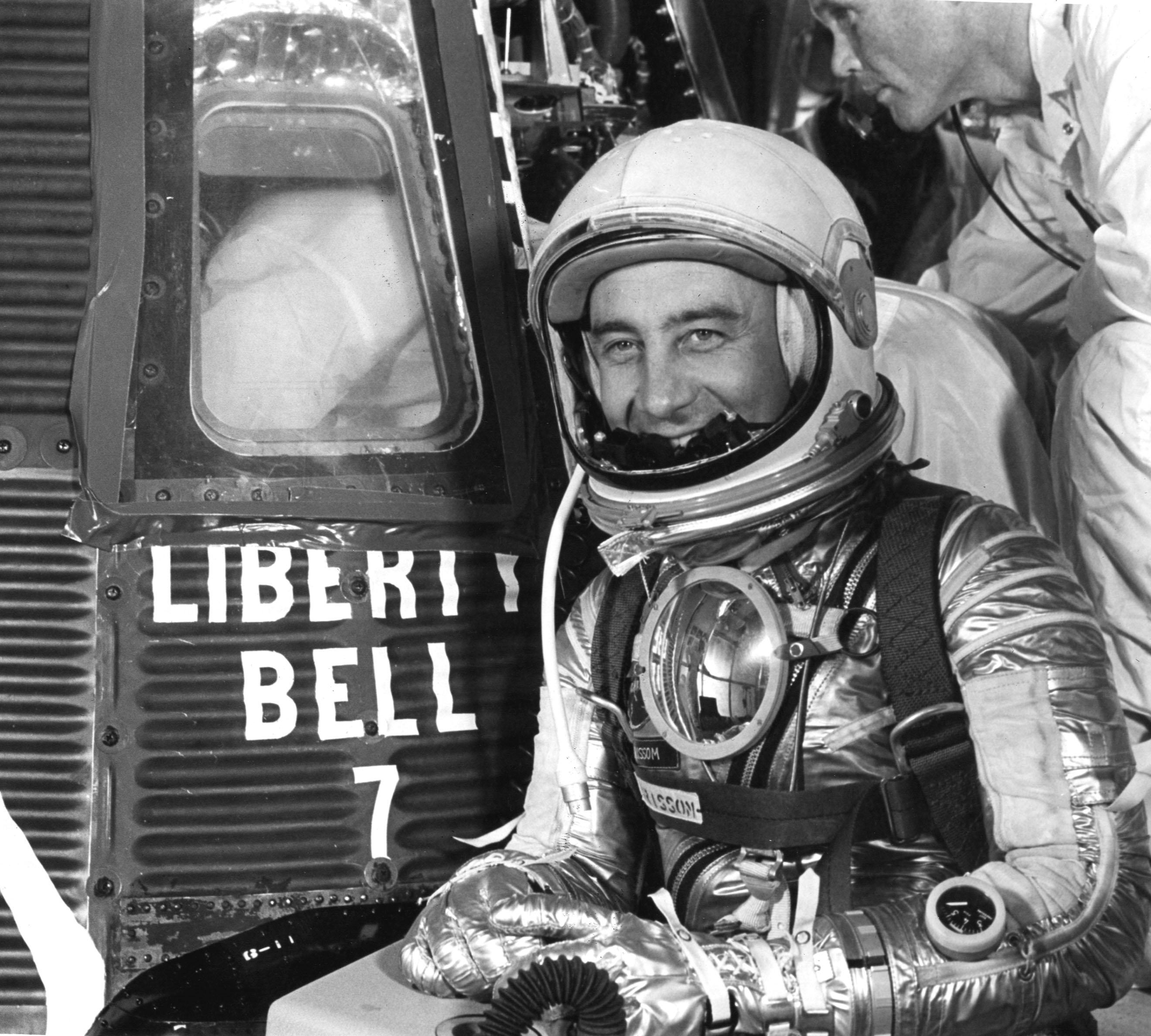
El astronauta Virgil Grissom se prepara para acceder a la cápsula Liberty Bell 7.

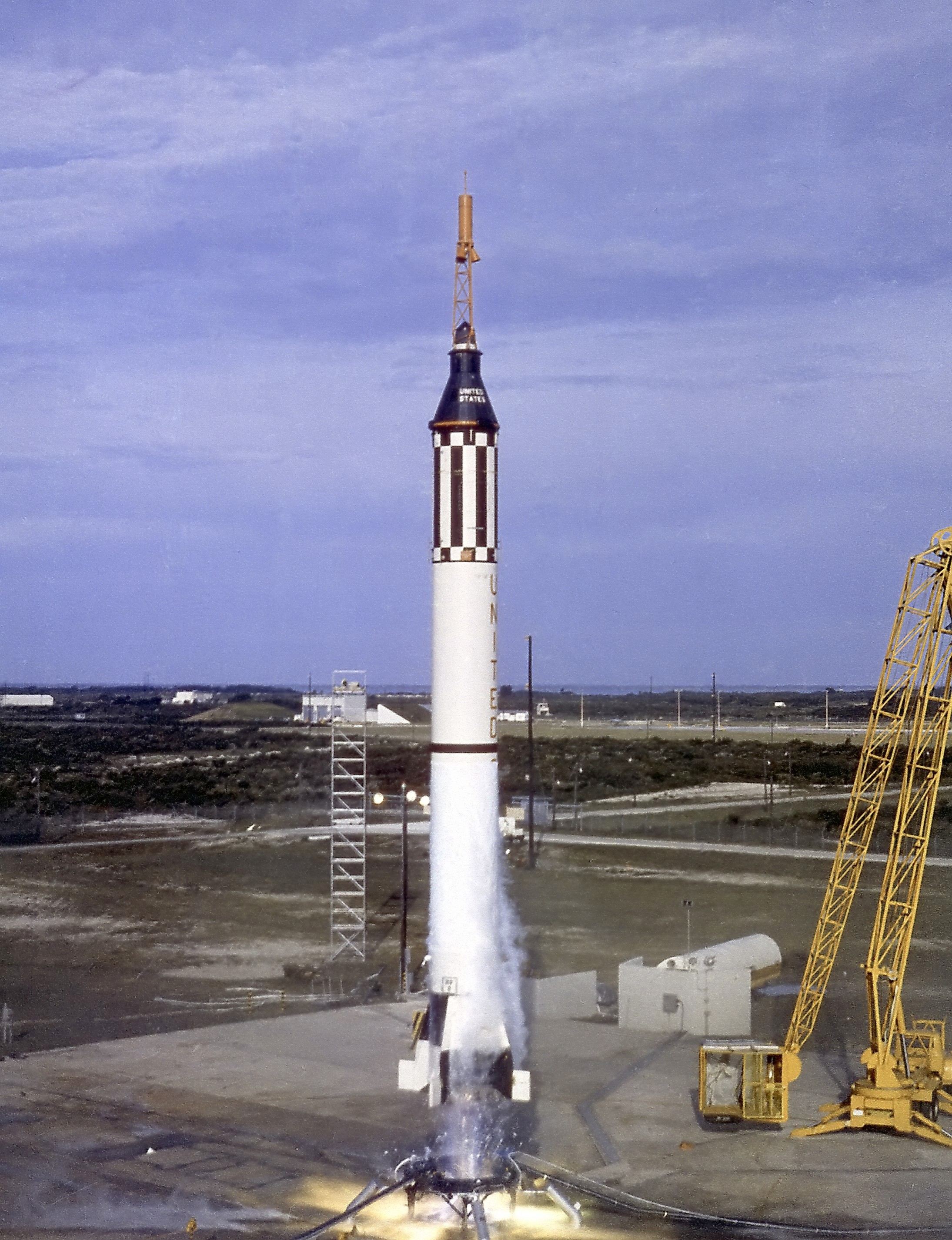
Lanzamiento del Mercury-Redstone 4.

El Mercury-Redstone 4 (MR-4) fue una misión tripulada del programa Mercury de Estados Unidos, lanzada el 21 de julio de 1961 usando un cohete Redstone. La cápsula fue llamada Liberty Bell 7 y desarrolló un vuelo suborbital pilotada por el astronauta Virgil I. "Gus" Grisom. Alcanzó una altitud de 190 km y viajó durante 480 km. El Redstone fue un MRLV-8 y la cápsula una nave Mercury #11, la primera en tener una ventana central en lugar de dos claraboyas.

## Liberty Bell7
La nave espacial del Mercury-Redstone 4 fue apodada Liberty Bell 7 en honor a la histórica Campana de la Libertad, símbolo de la independencia, de la abolición de esclavitud, y de la libertad de los Estados Unidos. Las cápsulas del proyecto Mercury tenían forma de campana, y esta en concreto fue pintada para simular la grieta de la original.

## Datos
- Fecha: 21 de julio de 1961
- Masa: 1.286 kg
- Aceleración máxima: 11,1 g (108,9 m/s²)
- Número de órbitas: suborbital
- Apogeo: 190,39 km
- Distancia recorrida: 486,15 km
- Velocidad máxima: 8.317 km/h
- Tripulación: 1